# Septembrie 1987
Acest articol este generat integral pe baza informațiilor din articolul 1987 și este actualizat periodic de un robot.
 Editările făcute în articol vor fi șterse la următoarea actualizare! Dacă doriți să faceți modificări, editați articolul-sursă.

ianuarie -
februarie -
martie -
aprilie -
mai -
iunie -
iulie -
august -
septembrie -
octombrie -
noiembrie -
decembrie
Septembrie 1987 a fost a noua lună a anului și a început într-o zi de marți.

## Nașteri
- 1 septembrie: Valentin Furdui, fotbalist din R. Moldova
- 1 septembrie: Christian Träsch, fotbalist german
- 6 septembrie: Andrea Lekić, handbalistă sârbă
- 8 septembrie: Romera Navarro (José Antonio Romera Navarro), fotbalist spaniol
- 8 septembrie: Marcel Nguyen (Marcel Van Minh Phuc Long Nguyen), sportiv german (gimnastică artistică)
- 8 septembrie: Wiz Khalifa, rapper american
- 9 septembrie: Andrea Petkovic, jucătoare germană de tenis
- 9 septembrie: Alex Song (Alexandre Dimitri Song Billong), fotbalist camerunez
- 9 septembrie: Milan Stanković, cântăreț sârb
- 11 septembrie: Kaori Matsumoto, judocană japoneză
- 12 septembrie: Iaroslava Șvedova, jucătoare kazahă de tenis
- 13 septembrie: Jonathan Alexander de Guzmán, fotbalist neerlandez
- 13 septembrie: Cătălina Ciofu, politiciană
- 15 septembrie: Ingrid Bisu, actriță română
- 15 septembrie: Shimshon Daniel Izakson, rabin israelian
- 16 septembrie: Dominique Kivuvu, fotbalist neerlandez
- 20 septembrie: Sagiv Cohen, fotbalist israelian
- 21 septembrie: Michał Pazdan, fotbalist polonez
- 22 septembrie: Tom Felton (Thomas Andrew Felton), actor și muzician britanic
- 22 septembrie: Zdravko Kuzmanović, fotbalist sârb
- 22 septembrie: Bojan Šaranov, fotbalist sârb
- 23 septembrie: Yu Kobayashi, fotbalist japonez (atacant)
- 25 septembrie: Monica Niculescu, jucătoare română de tenis
- 26 septembrie: Zlatko Junuzović, fotbalist austriac
- 26 septembrie: Vladimir Niculescu, fotbalist român (portar)
- 26 septembrie: Daniel Ionuț Novac, fotbalist român
- 26 septembrie: Kim Yo-jong, politiciană nord-coreeană
- 27 septembrie: Ádám Bogdán, fotbalist maghiar (portar)
- 27 septembrie: Anthony Mounier, fotbalist francez (atacant)
- 27 septembrie: Viorel Nicoară, fotbalist român
- 27 septembrie: Cristian Ciocan, boxer român
- 28 septembrie: Hilary Duff, actriță de film și cântăreață americană
- 29 septembrie: Miloš Krkotić, fotbalist muntenegrean
- 29 septembrie: Bogdan Mitrea, fotbalist român
- 30 septembrie: Cristian Botan, antreprenor român

## Decese
- 11 septembrie: Ludovic Feldman, 94 ani, compozitor român (n. 1893)
- 19 septembrie: Einar Gerhardsen (n. Einar Henry Olsen), 90 ani, politician norvegian (n. 1897)
- 21 septembrie: Jaco Pastorius (n. John Francis Pastorius III), 35 ani, basist american (n. 1951)
- 23 septembrie: Bob Fosse, regizor american (n. 1927)
- 25 septembrie: Mary Astor (n. Lucile Vasconcellos Langhanke), 81 ani, actriță americană (n. 1906)
- 26 septembrie: Ioan Soter, 60 ani, atlet român (săritura în înălțime), antrenor (n. 1927)